# Château de la Roche-Guillebaud
Le château de la Roche-Guillebaud est un ancien château fort, du XIIe siècle, dont les vestiges se dressent sur la commune française de Saint-Éloy-d'Allier dans le département de l'Allier, en région Auvergne-Rhône-Alpes.

## Localisation
Les vestiges du château de la Roche-Guillebaud sont situés dans un méandre de l'Arnon sur la commune de Saint-Éloy-d'Allier, dans le département français de l'Allier. Le château est situé en amont de Culan, aux confins du Bourbonnais et du Berry, à l'écart de toute voie importante, sur un roc abrupt dont l'assise sommitale ne dépasse pas 20 m de diamètre.

## Historique
Une charte du prieuré limousin d’Aureil cite vers 1100 la “Roca Willebalt” et l’identité de son fondateur Amblard Guillebalt, sans doute frère cadet d'Adalart Guiilebaud, puissant seigneur de Châteaumeillant et de Saint-Chartier.

## Description
La courtine polygonale aux angles arrondis épouse scrupuleusement le rocher. Un coude brutal de la rivière, entoure le piton de l'est à l'ouest par le sud. Le château est séparé au nord du plateau par une profonde dépression formant fossé. On peut encore voir au fond de cette dernière l'une des piles de pierre du pont. Dans ce petit espace se dresse un donjon de plan oblong et derrière lui quelques logis. Au-delà du fossé un espace de près de 100 × 100 m, faisant office de basse-cour était entièrement ceinte d'une muraille et isolée par un second fossé creusé de main d'homme du reste du plateau s'étendant au nord-est, sur lequel s'est établi un petit hameau.